# أوتو ديكس
أوتو ديكس (بالألمانية: Otto Dix)‏ هو أستاذ جامعي ورسام ألماني، ولد في 2 ديسمبر 1891 في Untermhaus ‏ في ألمانيا، وتوفي في 25 يوليو 1969 في زينغن في ألمانيا.

## وصلات خارجية
- الموقع الرسمي
- أوتو ديكس على موقع الموسوعة البريطانية (الإنجليزية)
- أوتو ديكس على موقع مونزينجر (الألمانية)
- أوتو ديكس على موقع إن إن دي بي (الإنجليزية)
- أوتو ديكس على موقع ديسكوغز (الإنجليزية)